# ちょうこくしつ座銀河群
ちょうこくしつ座銀河群(Sculptor Group)は、南の銀河極付近にある緩い銀河群である。この銀河群は、銀河系からの距離が約390万パーセクであり、局所銀河群に最も近いものの1つである。
NGC 253とその他のいくつかの銀河が、この銀河群の中心で重力的に結びついた小さな核を形成している。NGC 253がちょうこくしつ座とくじら座との境にあることから、一部の銀河はくじら座に存在する。その近縁にあるいくつかの銀河は、この銀河群と関連しているが、重力的に結びついていないと考えられている。この銀河群の多くの銀河は、実際は弱い重力的な結合しかしていないため、この銀河群は銀河フィラメントであるとも言われる。

## 含まれる銀河
以下の表は、I. D. Karachentsevらによる、ちょうこくしつ座銀河群に含まれる銀河である。
| 名前                                     | 分類        | 赤経 (J2000.0) | 赤緯 (J2000.0) | 赤方偏移 (km/s) | 視等級 |
| ---------------------------------------- | ----------- | -------------- | -------------- | --------------- | ------ |
| IC 1574                                  | IM(s)m      | 00h 43m 03.8s  | −22° 14′ 49″   | 363 ± 4         | 15.1   |
| NGC 59                                   | SA(rs)0     | 00h 15m 25.1s  | −21° 26′ 39.8″ | 362 ± 10        | 13.1   |
| NGC 247                                  | SAB(s)d     | 00h 47m 08.5s  | −20° 45′ 37″   | 156 ± 2         | 9.9    |
| NGC 253                                  | SAB(s)c     | 00h 47m 33.1s  | −25° 17′ 18″   | 243 ± 2         | 8.0    |
| NGC 625                                  | SB(s)m      | 01h 35m 04.6s  | −41° 26′ 10″   | 396 ± 1         | 11.7   |
| NGC 7793                                 | SA(s)d      | 23h 57m 49.8s  | −32° 35′ 28″   | 227 ± 2         | 10.0   |
| PGC 2881                                 | IABm        | 00h 49m 20.9s  | −18° 04′ 32″   |                 | 16.5   |
| PGC 2933                                 | IAB(s)m pec | 00h 50m 24.3s  | −19° 54′ 24″   |                 | 16.6   |
| PGC 6430                                 | IB(s)m      | 01h 45m 03.7s  | −43° 35′ 53″   | 391 ± 2         | 12.7   |
| ちょうこくしつ座dE1                      | dE          | 00h 23m 51.7s  | −24° 42′ 18″   |                 | 16.9   |
| ちょうこくしつ座矮小不規則銀河 (PGC 621) | IBm         | 00h 08m 13.4s  | −34° 34′ 42″   | 221 ± 6         | 15.5   |
| UGCA 15                                  | IB(s)m      | 00h 49m 49.2s  | −21° 00′ 54″   | 295 ± 0         | 15.2   |
| UGCA 442                                 | SB(s)m      | 23h 43m 45.5s  | −31° 57′ 24″   | 267 ± 2         | 13.6   |

### 前面にある銀河
不規則銀河NGC 55や渦巻銀河NGC 300、またこれらの伴銀河は、多くの研究者によって、この銀河群の一部であると考えられている。しかし、近年の距離測定によって、NGC 55とNGC 300、及びこれらの伴銀河は、単にこの銀河群の前面にある銀河で、重力的な関係はないことが示された。